# Équipe des Comores féminine de basket-ball
Maillots
Actualités
L'équipe des Comores féminine de basket-ball est une sélection des meilleures joueuses comoriennes de basket-ball sous l'égide de la Fédération comorienne de basket-ball.
Les Comoriennes ne se sont jamais qualifiées pour une compétition internationale majeure. Elles terminent quatrièmes de l'édition 2003 des Jeux des îles de l'océan Indien, et sont éliminées au premier tour en 2007 et en 2011.